# رأی تکمیلی
|  |  |

رأی تکمیلی نوعی نظام رأی‌گیری ترجیحی برای تعیین یک تک‌برنده است که در آن رأی‌دهنده دو نامزد را بر حسب ارجحیت رتبه‌بندی می‌کند. اگر نامزدی اکثریت مطلق ترجیحات اول را کسب نکرد، همهٔ نامزدها جز دو نفر اول حذف می‌شوند و شمارش آرا به دور دوم خواهد کشید. در دور دوم شمارش، آرای کسب‌شده توسط نامزدهای محذوف، بین دو نامزد باقیمانده بر حسب ترجیحات رأی‌دهندگان توزیع می‌شود، تا یک نامزد حائز اکثریت مطلق آرا شود. این شیوه شکل خاصی از رأی موکول است که در آن رأی‌دهندگان فقط دو نامزد را به عنوان ترجیح اول و دوم خود انتخاب می‌کنند.
از این نظام برای انتخاب شهردارهای انتخابی انگلستان و ولز، از جمله شهردار لندن، و انتخابات رئیس‌پلیس‌های آن کشورها استفاده می‌شود.

## یادداشت
1. ↑  Supplementary Vote (SV)
2. ↑  police and crime commissioner